# Wincenty Ilgin

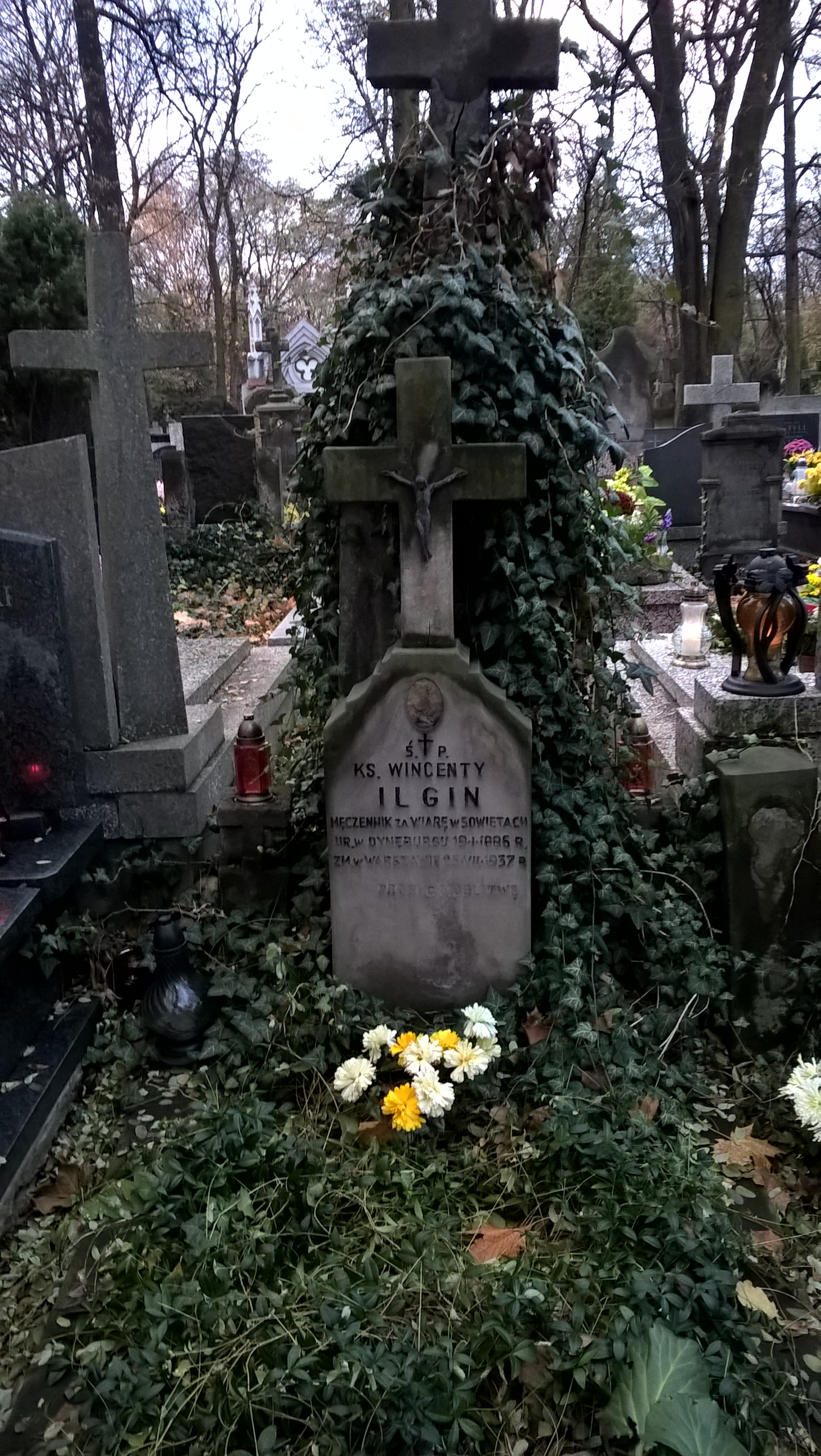
Grób księdza Wincentego Ilgina na cmentarzu Bródnowskim

ks. Wincenty Ilgin (ur. 19 stycznia 1886 w Dwiniczu k. Dyneburga, zm. 24 sierpnia 1937 w Warszawie) – polski ksiądz zesłany na Syberię. 

## Życiorys
Wstąpił do metropolitarnego seminarium duchownego w Petersburgu, gdzie w 1909 przyjął święcenia kapłańskie. Od 1910 sprawował posługę duszpasterską w Czeczersku koło Homla, dziewięć lat później został dziekanem i administratorem parafii w Charkowie, tam zaangażował się w pracę w organizacjach opiekujących się Polakami. Od 1924 równolegle opiekował się parafią rzymskokatolicką w Czernihowie. W sierpniu 1926 biskup Michel d'Herbigny mianował Wincentego Ilgina administratorem apostolskim południowej części diecezji mohylewskiej, już 26 października został aresztowany przez GPU pod zarzutem odprawiania religijnych obrządków bez wymaganej rejestracji ZAGS oraz posiadania bez zezwolenia zagranicznej prasy. Do stycznia 1927 był osadzony w więzieniu bez wyroku, 7 stycznia otrzymał wyrok trzech lat łagru, wyroku tego nie uzasadniono. Został przetransportowany na Wyspy Sołowieckie, skąd po trzech latach skierowano go na kolejne trzy lata na tzw. „wolnej stopie” w Piniedze, razem z drugim księdzem przebył ponad 200 km pieszo. 1 stycznia 1933 wyrokiem tzw. trojki PP OGPU Kraju Północnego skazano go na kolejne trzy lata, a po ich upływie miał posiadać zakaz zamieszkiwania w każdym z dwunastu wyznaczonych miast. Przetransportowano go z Charkowa do więzienia w Moskwie, skąd dzięki wstawiennictwu abp. Augusta Hlonda Prymas Polski w ramach wymiany więźniów 19 października 1933 opuścił areszt i wyjechał przez Łotwę do Polski. Wrócił w stanie skrajnego wyniszczenia organizmu, przez trzy lata przechodził rekonwalescencję, a następnie skierowano go w charakterze kapelana do klasztoru Zgromadzenia Sióstr Rodziny Maryi w Kostowcu. W tym samym roku przeniesiono go do kościoła Matki Bożej Loretańskiej, gdzie był wikariuszem, zmarł tam 24 sierpnia 1937. 
Wspomnienia z pobytu na zesłaniu zawarł w autobiograficznej książce "Wspomnienia kapłana z Sołówek".